# Modernisme
|  | Per a altres significats, vegeu «Modernisme català». |

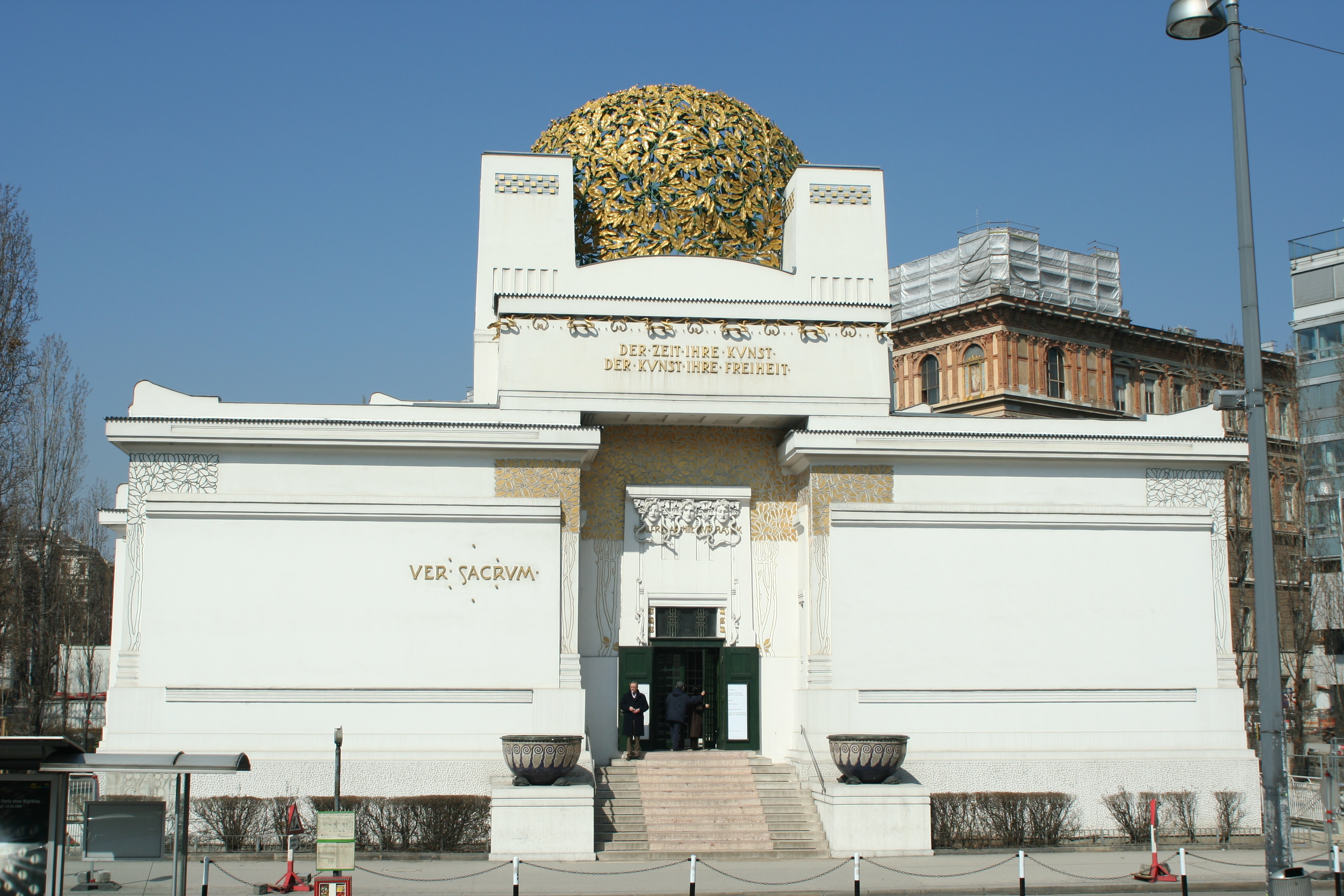
Palau de la Sezession a Viena.

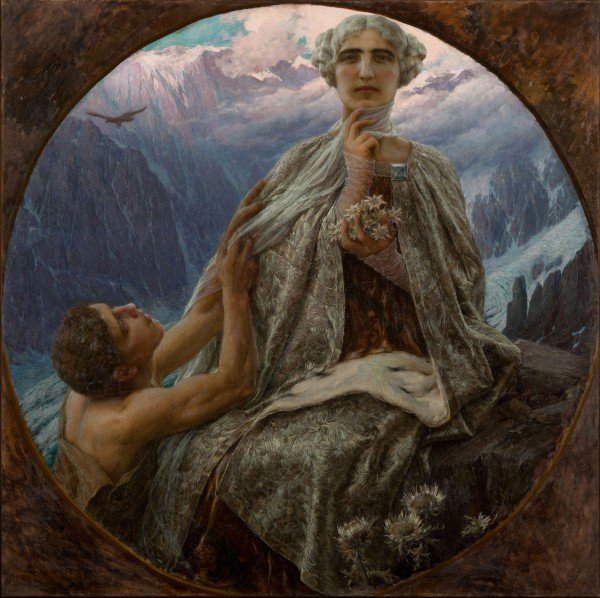
The Summit, 1912, obra modernista del pintor Cesare Saccaggi, de Tortona

El modernisme va ser un moviment cultural, literari i artístic produït a Occident a la fi del segle xix i al començament del segle xx. El modernisme es coneix en altres països com a Art Nouveau (a França i a Bèlgica), Modernisme (a Espanya i Hispanoamèrica), Modern Style (a Anglaterra), Tiffany (als Estats Units), Jugendstil (a Alemanya), Sezessionstil o Wiener Sezession (a Àustria), Stile '900, Floreale o Liberty (a Itàlia). A Espanya, el modernisme va tenir diverses famílies i interpretacions: modernisme madrileny, modernisme melillenc, modernisme d'Alcoi, modernisme valencià i modernisme català. En art, tot i que a Catalunya té un sentit molt més ampli (vegeu modernisme català), va tenir incidència sobretot en l'arquitectura i les arts decoratives. Si bé existeix certa relació que permet reconèixer trets comuns en aquests estils, en cada país es va desenvolupar amb característiques distintives.
No s'ha de confondre amb el corrent simultani del modernisme filosòfic, que volia alliberar la ciència del pes de la revelació com a font de coneixement i la subsegüent ona d'antimodernisme de l'Església catòlica.

## Història del modernisme
El modernisme va tenir el seu clímax entre els anys 1892 i 1902. Es considera com a precursores, les pintures modernes al Castell de Ròca Talhada (França). Eugène Viollet-le-Duc va restaurar el castell en la dècada del 1850. Tot i que conreava l'ideal de recrear l'arquitectura gòtica, la imitació va donar lloc a frescos que són exemples d'un estil germinal modernista, a la vista dels seus moviments orgànics, els colors i la gràcia de les seves formes.

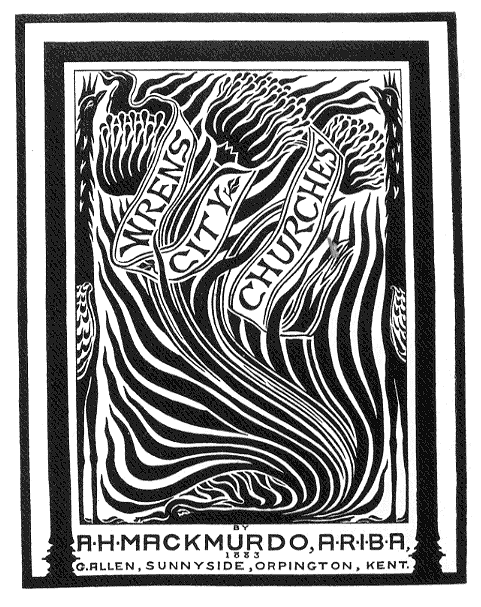
Frontis del llibre Wren's City Churches per Mackmurdo (1883)

El primer senyal evident del moviment modernista es pot reconèixer en la dècada del 1880 en un conjunt de dissenys progressistes, com per exemple el disseny per a la tapa del llibre Wren's City Churches publicat el 1883 del dissenyador i arquitecte Arthur Mackmurdo, sobre les esglésies dissenyades per Christopher Wren. Es pot adduir també la tendència en alguns dissenys de ferro forjat amb formes flotants lliures, o algunes dissenys tèxtils florals, la majoria dels quals tenien algun ímpetu derivat de patrons de disseny victorià.
La llibertat de la dècada del 1890 pels artistes dels diversos moviments sezession originats en diferents ciutats europees va sustentar ideològicament el moviment.
Un punt destacat en l'evolució del modernisme va ser l'Exposició Universal de París del 1900, en la qual va triomfar en cada mitjà exposat. El pintor txec Alfons Mucha (1860-1939), «meste de l'art nouveau» hi troba un veritable triomf. El seu apogeu va arribar amb l'Exposició Internacional de l'Art Decoratiu Modern del 1902 a Torí, Itàlia, on els dissenyadors van exhibir obres de tots els països europeus en què el modernisme havia florit. El moviment fa servir moltes innovacions tecnològiques de la darreria del segle xix, especialment el ferro forjat que van aprofitar més enllà de la mera funció arquitectònic, així com l'ús de grans vitralls de forma irregular en arquitectura. Quan va començar la Primera Guerra Mundial, la naturalesa altament decorativa, però molt cara, l'entusiasme per al disseny modernista va minvar, en favor de la nova objectivitat, un estil més simple i rectilini i per tant, més barats, i estant més en harmonia amb l'estètica plana i tosca dels dissenys industrials, després derivaria en l'art déco.

## Corrents ideològics
- Regeneracionisme: s'oposava al conservadorisme de la burgesia; va intentar, a partir de l'art, regenerar les masses considerades com a incultes. Volien canviar la societat mitjançant l'art.
- Esteticisme: donava l'esquena a la societat. L'art era el seu refugi i la seva religió.
- Simbolisme: creu que la finalitat de l'art és suggerir idees o conceptes mitjançant l'expressió simbòlica i la musicalitat. Els simbolistes parlaven de la "poesia pura", que era capaç de captar l'essència de les coses.

## Característiques

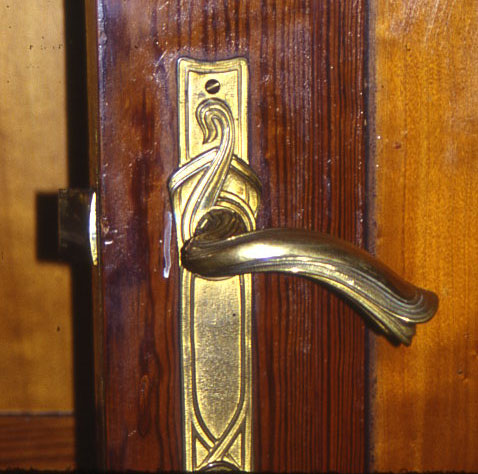
Maneta de porta. Hotel Horta. Brussel·les

Les característiques que, en general, permeten reconèixer l'art nouveau decoratiu pròpiament dit són:
- La inspiració en la naturalesa i l'ús profús d'elements d'origen natural, però amb preferència en els vegetals i les formes arrodonides de tipus orgànic entrellaçant-se amb el motiu central.
- L'ús de la línia corbada i l'asimetria, tant en les plantes i alçats dels edificis com en la decoració. En aquesta última, és molt freqüent l'ús de l'anomenada «línia fuet». Una derivació d'aquest estil en la dècada del 1920 és el denominat art déco, que alguns confonen amb l'art nouveau.
- Hi ha també una tendència a l'estilització dels motius, i és menys freqüent la representació estrictament realista d'aquests.
- Una forta tendència a l'ús d'imatges femenines, les quals es mostren en actituds delicades i gràcils, amb un aprofitament generós de les ones en els cabells i els plecs de les vestimentes.
- Una actitud que tendeix a la sensualitat i a la complaença dels sentits, amb una picada d'ullet cap a l'erotisme en alguns casos.
- La llibertat en l'ús de motius de tipus exòtic, siguin aquests de pura fantasia o amb inspiració en diferents cultures llunyanes o antigues (Japó, antic Egipte, la cultura clàssica grecoromana).
- L'aplicació envolupant del motiu, prenent alguna de les característiques anteriorment esmentades en contraposició amb les característiques habituals de l'objecte a decorar. Això es pot observar en l'aplicació en el mobiliari, en arquitectura, en els cartells o pòsters promocionals o en objectes d'ús quotidià en què l'element destacat de tipus orgànic embolica o s'uneix amb l'objecte que decora.

## El Modernisme en les arts gràfiques

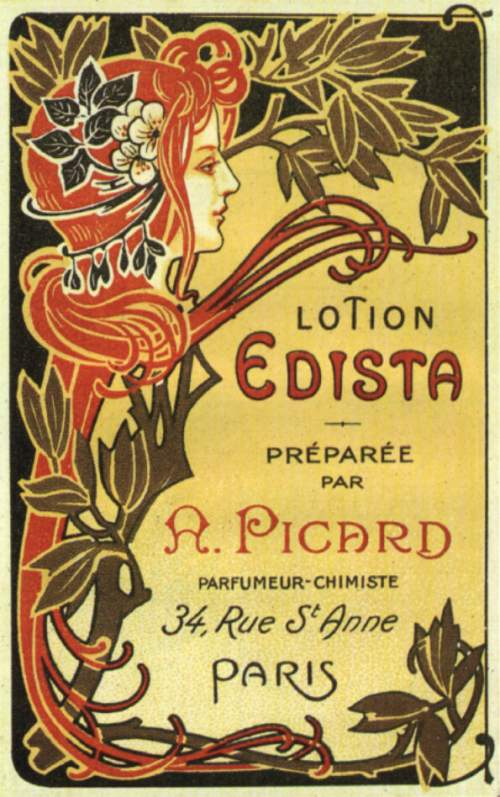
Cartell d'estil modernista

El cartell com a tal el podem trobar des de les antigues civilitzacions, ja que respon a una necessitat de comunicació, de manera que es pugui difondre informació de manera ràpida i accessible per a tothom. Però la seva gran difusió ve lligada a la invenció de la impremta i sobretot amb el segle xvii, amb el començament de l'aparició del cartell comercial en els murs de les grans ciutats. A finals del segle xviii, sobretot a França, el cartell dona molts llocs de treball; tots els gravadors professionals s'hi dediquen i, el 1746, es crea Petites Affiches, la primera empresa dedicada en exclusiva a la producció del cartell. Normalment, aquests cartells consistien en simples butlletins composts en qualsevol tipus de lletra disponible.

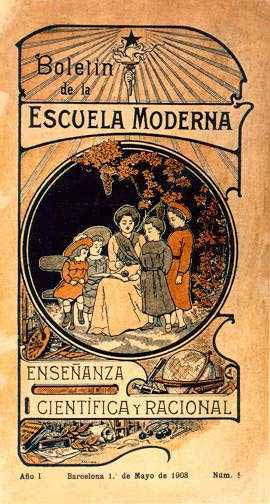
Butlleta amb decoració pròpia de l'època

El canvi dràstic arriba amb la influència del cartellisme oriental en el segle xix, en especial del Japó, que se suma a l'avenç tècnic que va suposar la litografia com a nou mètode d'impressió a finals del segle xviii.
Amb l'objectiu de donar publicitat a les seves pròpies obres, Aloïs Senefelder (actor i autor teatral)
va experimentar la impressió mitjançant pedres, fins que el 1776 arriba la litografia. La litografia suposa un canvi en tant que es podien elaborar cartells més complexos de manera més ràpida, en major quantitat, i més barata. Això
va suposar que la impremta es convertís de seguida en una gran indústria, donant menys importància a l'artesania que el gravat suposa. És en aquest moment que hi ha un moviment en resposta en contra de la disminució de la importància de les arts del disseny. L'artista i teòric socialista, William Morris i el moviment arts & crafts a Anglaterra pretenien un renaixement de les arts decoratives i l'artesania com a manera d'acostar l'art a tota la població.
Aquestes idees d'un nou tipus

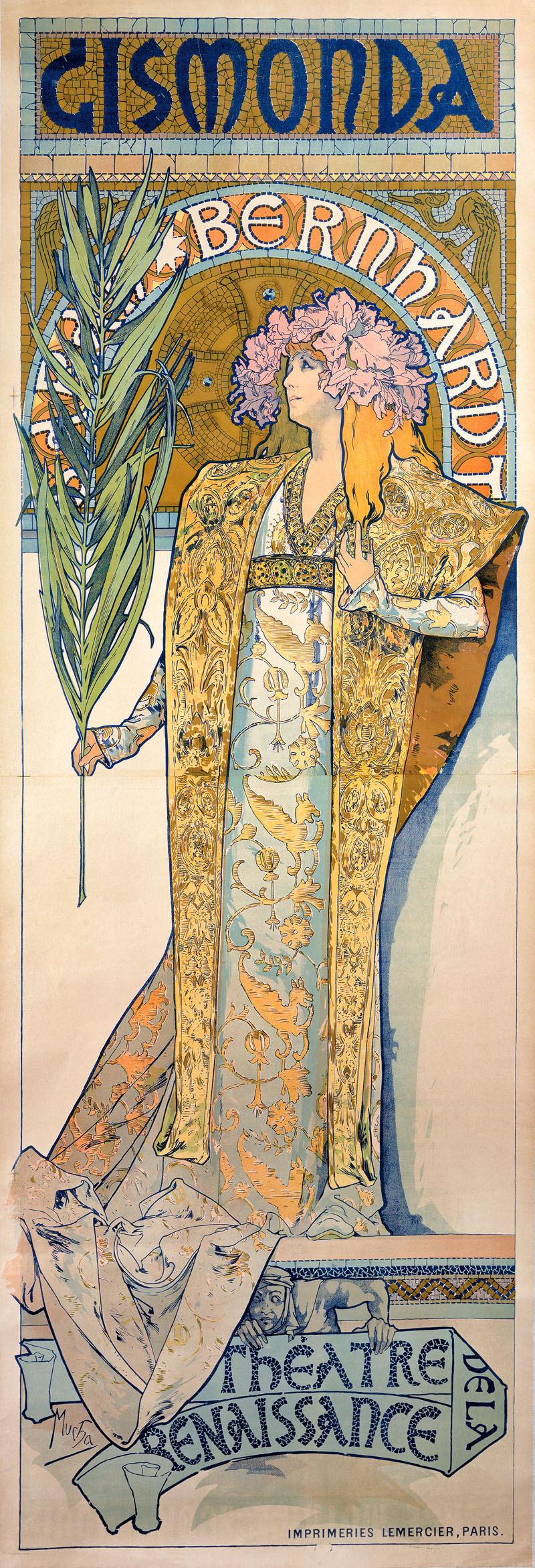
Gismonda. Cartell teatral d'Alphonse Mucha en què queda representada l'actriu principal, Sara Bernhardt

d'art interactuen amb un altre fet important en l'evolució del cartell. A partir
del 1890, quan una empresa exportadora japonesa va enviar cartells a París, des
d'aquest moment els artistes europeus prenen molts punts de referència d'aquest nou estil. El cartellisme oriental suposa un canvi en el tipus de
format; es passa a grans cartells on predomina en sentit vertical la imatge,
i sobretot influeix en la seva estètica.
El tipus de pinzellada precisa i sinuosa influeix fortament en els
artistes de París d'aquella època, creant un nou estil artístic aplicat
especialment a les arts decoratives, arts gràfiques i l'arquitectura, l'art nouveau. Exemples d'artistes de la Belle Époque com Toulouse-Lautrec, Bonnard o
Mucha, entre d'altres que treballen en aquest altre llenguatge artístic,
doten el cartell d'un sentit d'art al carrer i deixen de ser obres efímeres per
a ser col·leccionades. Era un moviment amb dissenys simbolistes de motius
orgànics, línies sinuoses que limiten les superfícies planes dintre d'una
harmonia elegant amb molts detalls.
De tots els autors que van poder fer-hi aportacions, un dels més influents i imitats va ser el txec Alfons Mucha. L'acceptació dels seus dissenys, fets amb exquisida delicadesa i que incloïen en la seva gran majoria la figura femenina com a figura central, li varen fer guanyar treballs a nivell internacional, i produí també la clau guanyadora d'un estil artístic comercial a imitar pels il·lustradors de l'època.
Mereix destacar-se Aubrey Beardsley –malgrat la seva curta vida- com un dels més originals exponents del Modernisme gràfic i amb il·lustracions en blanc i negre, amb un estil personal que li reputà admiració, malgrat que els temes que il·lustrà en les seves obres van ser controvertits i irreverents per a la seva època.
Altres dissenyadors coneguts són Charles Rennie Mackintosh (amb el moviment d'Arts and Crafts), Privat-Livemont, Koloman Moser, Jules Chéret i Franz von Stuck.

## Joieria modernista

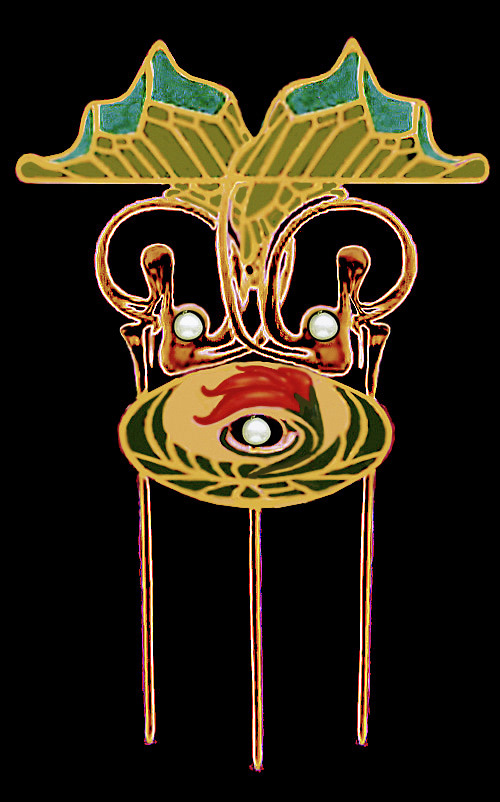
Una joia modernista

L'art de la joieria es va veure revitalitzat pel Modernisme, i tingué la natura com la principal font d'inspiració. Van complementar aquesta renovació els nous nivells de virtuosisme arribats en l'esmaltat i els nous materials com òpals i altres pedres semiprecioses. L'interès generalitzat en l'art japonès i l'entusiasme especialitzat en les habilitats del metall van fomentar-hi noves aproximacions i temes d'ornamentació.
En els dos segles previs, l'èmfasi en la joieria fina s'havia centrat en les gemmes, particularment en els diamants, i la preocupació principal del joier consistia a proveir un marc adequat per al seu lluïment. Amb el Modernisme, va sorgir un nou tipus de joieria, motivada i encarrilada cap al disseny artístic abans que en el mer desplegament de les gemmes.
Els joiers de París i Brussel·les van ser els que principalment van definir el Modernisme en la joieria i és en aquestes ciutats on l'estil va guanyar el millor renom. Els crítics francesos contemporanis eren unànimes a reconèixer que la joieria estava travessant una transformació radical en què el dissenyador, joier i vidrier René Lalique estava en el centre. Lalique va glorificar a la naturalesa en la joieria, estenent el seu repertori per incloure aspectes nous no tan convencionals –com libèl·lules i herbes- inspirats en les seves trobades amb l'art japonès.
Els joiers estaven desitjosos d'establir aquest nou estil com una tradició distingida, i és per això que van buscar inspiració en el renaixement per a les joies d'or esmaltat i esculpit, acceptant, a més, l'estatus del joier com a artista més que com a artesà. En la majoria dels treballs esmaltats, les gemmes van cedir la seva primacia. Als diamants, se'ls donava un paper subsidiari en combinació amb materials menys familiars com el vidre modelat, l'ivori i banya animal.

## Arquitectura i arts decoratives

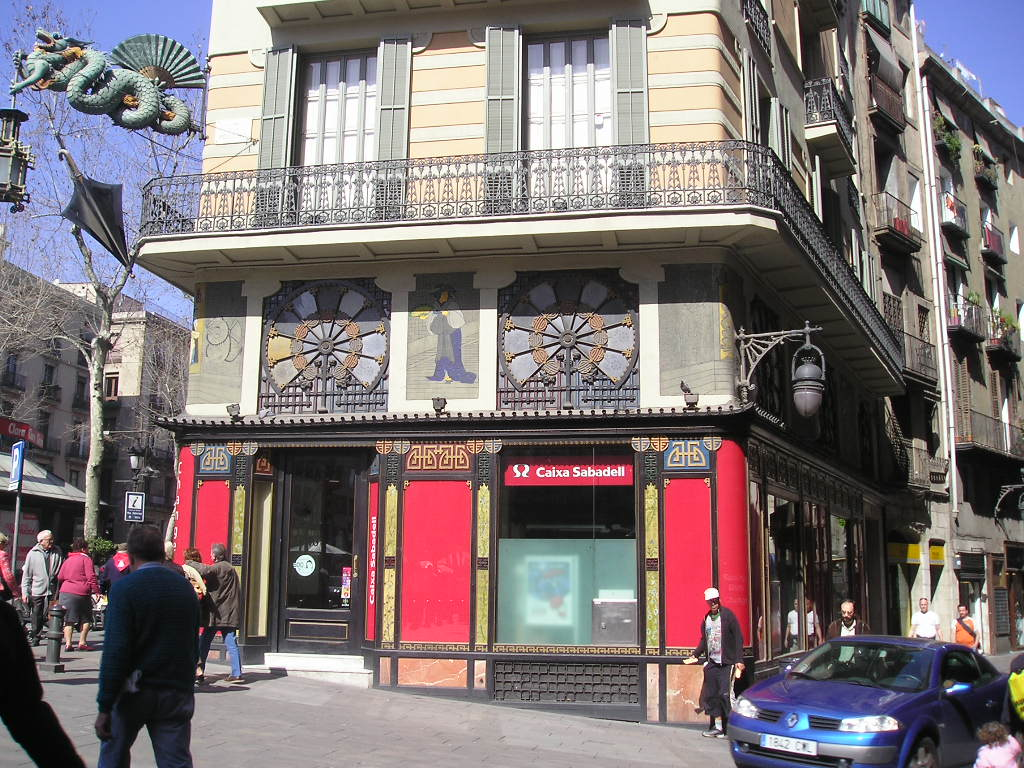
Casa dels paraigües a la Rambla de Barcelona

El Modernisme sorgeix per l'evolució de l'eclecticisme i l'historicisme. És un art burgès, molt car, que intenta integrar en l'arquitectura tot l'art i totes les arts. El Modernisme és un corrent essencialment decoratiu, encara que inclou solucions arquitectòniques originals. Es desenvolupa al fin de siècle i a Catalunya se'n mostren nombrosos exemplars.
El Modernisme deixa de banda les solucions que la revolució del ferro i del vidre aporten a l'arquitectura, encara que se serveix de la indústria per a la decoració d'interiors i el forjat de les reixes, etc. Les seves formes són toves i arrodonides, encara que no és això el més característic del Modernisme, sinó la profusió de motius decoratius. La influència del Modernisme arquitectònic es deixa sentir en l'arquitectura de les dècades del 1880 i 1890. El Modernisme com a tal neix a Bèlgica sota el guiatge de Van de Velde i Victor Horta amb el nom d'art nouveau.
Henry van de Velde (1863-1957) és un dels primers modernistes. Construí la casa Bloemenwert, però el més interessant és el disseny de la decoració, amb influències de l'expressionisme alemany, i són típiques les seves teulades ondades.
Victor Horta (1861-1947) és el més pur dels modernistes i el més representatiu. També són típiques les seves teulades ondades, així com les seves façanes, que provoquen un joc de llums i ombres molt decoratiu, que recorda el barroc. Descobreix les possibilitats del ferro, amb què crea grans forjats. Els elements decoratius de la seva arquitectura es corben, assemblant-se a la vegetació natural. Obres seves són l'escala del carrer Paul-Emile Janson a Brussel·les, múltiples quioscs de ferro i boques de metro luxosament decorades. També va fer la casa Solvay a Brussel·les. El més característic d'aquesta casa són els seus interiors luxosament decorats i molt recarregats, amb llums, paper pintat i vidrieres; tot de disseny. Altres obres seves són les cases Tassel, Horta i del Poble, el palau de Belles Arts, a Brussel·les i el Gran Basar de Frankfurt.
William Morris (1834-1896) és un altre dels grans modernistes, d'origen anglès. El seu Modernisme no cau en els excessos decoratius; és el més sobri del moviment, encara que continua sent recarregat. Sobretot, dissenya mobles i petits utensilis quotidians. Un altre britànic és l'escocès Charles Rennie Mackintosh (1868-1928), que és un dels més grans arquitectes amb influències modernistes i figura cabdal de l'Escola de Glasgow. Els seus plantejaments són originals i aporten noves solucions als problemes arquitectònics. En són característiques les formes prismàtiques i octogonals. Mackintosh és l'arquitecte modernista més sobri en els exteriors, i és un precursor del racionalisme. Dissenya mobles i joies, i construeix l'Escola d'Art de Glasgow.
A València, hi ha poques representacions modernistes, però cal destacar-ne l'Estació del Nord i el Mercat de Colom.
A les Comarques de Tarragona i a les Terres de l'Ebre, hi ha nombrosos edificis modernistes.

### Artistes modernistes
- Aubrey Beardsley (il·lustrador)
- Jules Chéret (cartelista, il·lustrador)
- Émile Gallé (ceramista i vitraller)
- Antoni Gaudí (arquitecte)
- Gustav Klimt (pintor)
- René Lalique (orfebre)
- Kolo Moser (dissenyador)
- Alfons Mucha (pintor, cartellista)
- Joseph Maria Olbrich (arquitecte)
- Jože Plečnik (arquitecte)
- Josep Puig i Cadafalch (arquitecte)
- Louis Comfort Tiffany (dissenyador i vitraller)
- Jan Toorop (pintor)
- Otto Wagner (arquitecte)
- Salvador Valeri i Pupurull (arquitecte)
- Henry van de Velde (arquitecte)
- Charles Rennie Mackintosh (arquitecte)
- Adrià Gual i Queralt (dramaturg)
- William Morris
- Domènech i Montaner (arquitecte)
- Josep Maria Jujol (dissenyador)
- Hermen Anglada Camarasa (pintor)
- Hector Guimard (dissenyador)
- Josef Hoffmann
- Lluís Bru i Salelles (mosaïcista)
- Victor Horta (arquitecte i decorador)
- Gerda Wegener (pintora)

## Literatura modernista
En la literatura, les característiques més importants són el preciosisme, l'exotisme, la bucolització de les àrees rurals, la dualitat (oposició de les normes socials a la voluntat individual, oposició ciutat-camp), l'al·lusió als nobles, els mons desapareguts (l'edat mitjana cavalleresca, les corts dels Lluïsos a França, les monarquies xinesa i japonesa). Hi tenen molta influència el simbolisme i el parnassianisme.
Un dels símbols més importants n'és el cigne. El Modernisme oposa allò que és llatí a allò que és anglosaxó. És una reacció que va en contra del positivisme, i que s'interessa per la teosofia i les ciències ocultes. En la narrativa, s'oposa al realisme i opta per la novel·la històrica o la crònica d'experiències de l'al·lucinació i la bogeria, i la descripció d'ambients de refinada bohèmia. Introdueix el personatge de la dona fatal, que porta els homes al plaer i a la mort.

### Escriptors modernistes

#### En català
- Prudenci Bertrana
- Jaume Brossa
- Raimon Casellas
- Caterina Albert (Víctor Català)
- Miquel Llor
- Joan Maragall
- Apel·les Mestres
- Narcís Oller
- Joan Puig i Ferreter
- Santiago Rusiñol
- Joaquim Ruyra

#### En castellà
- Rubén Darío
- Julio Herrera y Reissig
- Leopoldo Lugones
- Antonio Machado
- Horacio Quiroga
- Ramón del Valle-Inclán
- Emilia Pardo Bazán

## Modernisme musical
El terme Modernisme musical ha estat utilitzat per l'investigador Carl Dahlhaus per a designar aquest període. A partir del 1890, comença a reflectir també l'actualitat. Això fa néixer una nova estètica en la qual la música no ha de ser necessàriament bella i harmoniosa, sinó sobretot autèntica, i per tant, també pot arribar a ser desagradable.
A Catalunya, el modernisme va ser una de les èpoques musicals més esplendoroses. El modernisme musical català té alguns punts de contacte amb els altres Modernismes, com és la voluntat de modernització, però, alhora, molts punts divergents.
La música modernista catalana es caracteritza principalment pel wagnerisme (influència de l'obra de Richard Wagner) i el nacionalisme. Alguns dels compositors representants del Modernisme musical a Catalunya són:
- Isaac Albéniz
- Enric Morera
- Lluís Millet
- Enric Granados
- Amadeu Vives
- Joan Lamote de Grignon
- Jaume Pahissa
- Eduard Toldrà
- Robert Gerhard
- Manuel Blancafort
- Antoni Massana

A escala internacional destaquen:
- Claude Debussy
- Richard Strauss
- Arnold Schönberg
- Ígor Stravinski